# Котяча акула арабська
Котяча акула арабська (Bythaelurus alcockii) — акула з роду Bythaelurus родини Котячі акули. На тепер є не достатньо вивченим видом.

## Опис
Загальна довжина досягає 30 см. Голова доволі велика, зверху сплощена, округла. Морда коротка. Очі невеликі, мигдалеподібні, з мигальною перетинкою. За ними розташовані маленькі бризкальця. Ніздрі середнього розміру. Присутні носові клапани. Губні борозни довгі. Рот широкий. Зуби дрібні, з багатьма верхівками, з яких центральна є тонкою й гакоподібною, бокові — маленькі. У неї 5 пар зябрових щілин. Тулуб стрункий. Грудні плавці широкі, з овальними кінчиками. Має 2 маленьких спинних плавця, розташовані у хвостовій частині. Передній спинний плавець дещо більше за задній. Черевні та анальний плавець зазвичай дорівнюють задньому спинному плавцю. Хвостовий плавець довгий, гетероцеркальний.
Забарвлення сірувато-чорне. Черево зазвичай світліше. Кінчики плавців білого кольору.

## Спосіб життя
Тримається на глибинах 700–1200 м, на зовнішній частині континентального шельфу. Доволі потайна акула. Вдень ховається під камінням, печерах або розщелинах. Активна вночі. Полює на здобич біля дна, є бентофагом. Живиться дрібними глибоководними ракоподібними, малими черевоногими молюсками, невеличкою донною рибою.
Це яйцекладна акула. Самиця відкладає 2 яйця.
Не є об'єктом промислового вилову.

## Розповсюдження
Мешкає в Аравійському морі.